# Данашевский, Владимир Анатольевич
Влади́мир Анато́льевич Данаше́вский (12 сентября 1900 — 1 января 1976, Ленинград) — советский оператор игрового и научно-популярного кино.

## Биография
Родился в Харькове в семье железнодорожного служащего и революционера. Из-за опасения политического преследования в период 1913—1924 годов семья жила в эмиграции в США. С четырнадцатилетнего возраста подрабатывал уборщиком, копировщиком, затем помощником оператора на студиях Голливуда. В период с 1922 по 1924 год обучался на электроинженерном отделении технологического колледжа.
Знакомый с методами организации кинодела в США, по возвращении в 1924 году в СССР сперва работал над усовершенствованием процесса кинокопирования в московской лаборатории 1-й кинофабрики Госкино. Затем, в том же году был откомандирован на строящуюся в Ленинграде фабрику Госкино («Ленфильм» — с 1934 года).
С 1925 года — ассистент оператора на студии «Ленинградкино», по воспоминаниям М. Я. Капчинского ассистировал оператору Александру Левицкому во время сентябрьской экспедиции «Броненосца „Потёмкина“» в Ленинград. Был вторым оператором на фильме «Тяжёлые годы» (1925), в дальнейшем выступал как оператор-постановщик («Пружинка», 1927 и другие).
…в изобразительном плане (оператор В. Данашевский) в ней можно было найти следы разных влияний — от документализма до экспрессионизма включительно.
Часть поставленных В. Данашевским картин немого периода считается утраченной.
С 1940 года работал на разных студиях страны, в частности в годы войны снимал сюжеты на «Киевтехфильме» (студия работала в эвакуации в Ташкенте). Автор инструктивных, технико-пропагандистских и научно-популярных фильмов.
С 1950 года — оператор на «Леннаучфильме» (в некоторых источниках — с 1954 года).
Член Союза кинематографистов СССР (Ленинградское отделение).
Скончался 1 января 1976 года. Похоронен на кладбище Санкт-Петербургского крематория.

### Семья
- отец — Владимир Анатольевич Данашевский (1877—1935), участник революционного движения в России, по возвращении из эмиграции — организатор кинопроизводства[комм. 3];
- брат — Фред Данашев (Всеволод Анатольевич Данашевский; 1902—1956), кинотехник, оставшись в эмиграции, в последующем возглавлял работу по проявке мексиканского материала Эйзенштейна в Голливуде[15][16][17];
- жена — Людмила Данашевская (1905—1997)[13];
- дочь — Надежда Владимировна Данашевская (1923—2000)[13].

## Избранная фильмография
- 1927 — Пружинка (короткометражный; совместно с В. Блувштейном)
- 1928 — Золотой мёд (не сохранился)
- 1929 — Синие воротники (не сохранился)
- 1929 — Флаг наций
- 1930 — Заговор мёртвых (совместно с А. Гинцбургом; не сохранился)
- 1930 — Счастливый Кент (совместно с Ю. Утехиным)
- 1931 — Снайпер
- 1932 — Блестящая карьера
- 1932 — Парень с берегов Миссури / Коммуна в степи (совместно с В. Левитиным; не сохранился)
- 1934 — Королевские матросы / Матросы его величества (совместно с С. Беленьким)
- 1935 — Три товарища (совместно с Б. Куликовичем)
- 1936 — Вратарь
- 1938 — Год девятнадцатый (совместно с Л. Сокольским, В. Левитиным, А. Назаровым)
- 1940 — Концерт на экране (фильм-спектакль; совместно с А. Назаровым)
- 1940 — Пенаты (документальный)
- 1963 — Край несметных богатств (документальный)

## Награды
- медаль «За трудовую доблесть» (6 марта 1950)[10].

## Память
В. Данашевский упоминается на страницах документального романа в письмах «Бумажные ласки» Ануш Варданян. Через переписку И. Менакера со своей женой в книге описан период съёмок «Королевских матросов» в Одессе и Севастополе в 1933 году.

## Комментарии
1. ↑  В некоторых источниках вместо 12 сентября 1900 года приводится иная дата рождения — 26 мая[3].
2. ↑  С 1902 года А. Данашевский состоял в партии меньшевиков, с 1905 года участвовал в революционном движении[4].
3. ↑  Согласно некоторым американским источникам А. Данашевский был репатриирован в СССР[14].